# Guylaine Cloutier
Guylaine Cloutier (* 1. Oktober 1971 in Lévis, Québec) ist eine ehemalige kanadische Schwimmerin. Sie gewann bei Panamerikanischen Spielen und bei Commonwealth Games jeweils zwei Silbermedaillen.

## Karriere
Guylaine Cloutier schwamm für CAMO Natation in Montreal und studierte an der Universität Montreal. Sie war Spezialistin im Brustschwimmen.
Bei den Pan Pacific Swimming Championships 1985 in Tokio belegte Cloutier den vierten Platz über 100 Meter Brust und den dritten Platz über 200 Meter Brust. Zwei Jahre später in Brisbane wurde sie Zweite über 100 Meter Brust und Fünfte über 200 Meter Brust. 1988 bei den Olympischen Spielen in Seoul trat sie nur über 200 Meter Brust an. Als Siebte des B-Finales belegte sie den 15. Platz in der Gesamtwertung. 1990 bei den Commonwealth Games 1990 in Auckland gab es auf beiden Bruststrecken kanadische Doppelsiege. Über 100 Meter Brust siegte Keltie Duggan vor Cloutier, über 200 Meter Brust schlug Nathalie Giguère vor Cloutier an. Anfang 1991 bei den Weltmeisterschaften in Perth belegte Cloutier den vierten Platz über 200 Meter Brust, wobei sie das Ziel genau eine Sekunde nach der drittplatzierten Deutschen Jana Dörries erreichte. Über 100 Meter Brust wurde sie als Zweite des B-Finales Zehnte. Bei der Universiade in Sheffield siegte sie über 100 Meter Brust vor Jelena Wolkowa aus der Sowjetunion. Mit der 4-mal-100-Meter-Lagenstaffel belegte Cloutier den zweiten Platz hinter dem Quartett aus den Vereinigten Staaten. 1992 bei den Olympischen Spielen in Barcelona erreichte Cloutier dreimal das A-Finale. Zunächst belegte sie den fünften Platz über 200 Meter Brust, hatte aber drei Sekunden Rückstand auf die Medaillenränge. Über 100 Meter Brust schlug sie als Vierte an mit 0,46 Sekunden Rückstand auf die drittplatzierte Australierin Samantha Riley. Die kanadische 4-mal-100-Meter-Lagenstaffel mit Nikki Dryden, Guylaine Cloutier, Kristin Topham und Andrea Nugent belegte den sechsten Platz.
Bei den Pan Pacific Swimming Championships 1993 in Kōbe wurde Cloutier Dritte über 100 Meter Brust und Vierte über 200 Meter Brust. Ebenfalls 1993 nahm Cloutier an der Universiade in Buffalo teil. Über 100 Meter Brust siegte sie vor der Ukrainerin Switlana Bondarenko. Über 200 Meter Brust wurde sie Dritte hinter Bondarenko und der Japanerin Yoshie Nishioka. Eine weitere Bronzemedaille erschwamm Cloutier mit der Lagenstaffel. 1994 bei den Weltmeisterschaften in Rom wurde Cloutier Siebte über 200 Meter Brust. Über 100 Meter Brust belegte sie den zehnten Platz. Im März 1995 fanden im argentinischen Mar del Plata die Panamerikanischen Spiele statt. Sowohl über 100 Meter Brust als auch über 200 Meter Brust ergab sich ein kanadischer Doppelsieg. Beide Male gewann Lisa Flood vor Guylaine Cloutier. Im August bei den Pan Pacific Championships in Atlanta siegte über 100 Meter Brust die Südafrikanerin Penelope Heyns vor Cloutier. Über 200 Meter Brust belegte Cloutier den siebten Platz und mit der 4-mal-100-Meter-Lagenstaffel wurde sie Vierte. Im Dezember belegte Cloutier den fünften Platz über 100 Meter Brust bei den Kurzbahnweltmeisterschaften in Rio de Janeiro, nachdem die ursprüngliche Siegerin Samantha Riley wegen eines Dopingvergehens disqualifiziert worden war. 1996 bei den Olympischen Spielen in Atlanta erreichte Cloutier zunächst den sechsten Platz über 100 Meter Brust. Die Lagenstaffel mit Julie Howard, Guylaine Cloutier, Sarah Evanetz und Shannon Shakespeare schlug als Fünfte an.